# Campionatul European de Futsal
Campionatul European de Futsal este principala competiție a echipelor naționale masculine de futsal din Europa, reglementată de UEFA (Uniunea Asociațiilor Europene de Fotbal).

## Istorie
Primul turneu a avut loc în Spania în 1996, turneu cu doar șase echipe participante. Turneul a fost extins la opt echipe în 1999 și a avut loc la fiecare doi ani, iar în 2010 la doisprezece echipe. După ediția din 2018, turneul a fost extins la 16 echipe și se va desfășura la fiecare patru ani, pentru a evita anii bisecți când se dispută Campionatul Mondial de Futsal. Primul turneu cu 16 echipe a avut loc în 2022 în Țările de Jos. Doar doisprezece ediții s-au jucat și Spania devine cea mai prolifică națonală cu 7 trofee în palmares, Italia și Portugalia ambele câte două trofee, iar Rusia în ciuda faptului că a pierdut șase finale din șapte, rămâne doar cu trofeul cucerit în 1999.

## Câștigătoare și finaliste
| Echipa Națională | Campioni                                     | Finaliști                              |
| ---------------- | -------------------------------------------- | -------------------------------------- |
| Spania           | 7 (1996, 2001, 2005, 2007, 2010, 2012, 2016) | 2 (1999, 2018)                         |
| Italia           | 2 (2003, 2014)                               | 1 (2007)                               |
| Portugalia       | 2 (2018, 2022)                               | 1 (2010)                               |
| Rusia            | 1 (1999)                                     | 6 (1996, 2005, 2012, 2014, 2016, 2022) |
| Ucraina          | –                                            | 2 (2001, 2003)                         |

## Finale
| Mare | Campioană | Scor | Finalistă | Mică | Locul 3 | Scor | Locul 4 |
| ---- | --------- | ---- | --------- | ---- | ------- | ---- | ------- |

| 2022 | Portugalia | 4 - 2 | Rusia      | 2022 | Spania    | 4 - 1 | Ucraina       |
| 2018 | Portugalia | 3 - 2 | Spania     | 2018 | Rusia     | 1 - 0 | Kazahstan     |
| 2016 | Spania     | 7 - 3 | Rusia      | 2016 | Kazahstan | 5 - 2 | Serbia        |
| 2014 | Italia     | 3 - 1 | Rusia      | 2014 | Spania    | 8 - 4 | Portugalia    |
| 2012 | Spania     | 3 - 1 | Rusia      | 2012 | Italia    | 3 - 1 | Croația       |
| 2010 | Spania     | 4 - 2 | Portugalia | 2010 | Cehia     | 5 - 3 | Azerbaidjan   |
| 2007 | Spania     | 3 - 1 | Italia     | 2007 | Rusia     | 3 - 2 | Portugalia    |
| 2005 | Spania     | 2 - 1 | Rusia      | 2005 | Italia    | 3 - 1 | Ucraina       |
| 2003 | Italia     | 1 - 0 | Ucraina    | 2003 | Spania    |       | Cehia         |
| 2001 | Spania     | 2 - 1 | Ucraina    | 2001 | Rusia     | 2 - 1 | Italia        |
| 1999 | Rusia ✠    | 3 - 3 | Spania     | 1999 | Italia    | 3 - 0 | Țările de Jos |
| 1996 | Spania     | 5 - 3 | Rusia      | 1996 | Belgia    | 3 - 2 | Italia        |

## Clasament
| Turneu | 1st | 2nd | 3rd | 4th | Turneu | 1st | 2nd | 3rd | 4th | Turneu | 1st | 2nd | 3rd | 4th |

| 2026 |        |            |           |             | 2030 |            |        |        |               | 2034 |            |         |        |            |
| 2016 | Spania | Rusia      | Kazahstan | Serbia      | 2018 | Portugalia | Spania | Rusia  | Kazahstan     | 2022 | Portugalia | Rusia   | Spania | Ucraina    |
| 2010 | Spania | Portugalia | Cehia     | Azerbaidjan | 2012 | Spania     | Rusia  | Italia | Croația       | 2014 | Italia     | Rusia   | Spania | Portugalia |
| 2003 | Italia | Ucraina    | Spania    | Cehia       | 2005 | Spania     | Rusia  | Italia | Ucraina       | 2007 | Spania     | Italia  | Rusia  | Portugalia |
| 1996 | Spania | Rusia      | Belgia    | Italia      | 1999 | Rusia      | Spania | Italia | Țările de Jos | 2001 | Spania     | Ucraina | Rusia  | Italia     |

## Top Medalii
| Locul | Naționala     |   |   |   | Locul 4 |    |
| ----- | ------------- | - | - | - | ------- | -- |
| 1     | Spania        | 7 | 2 | 3 | –       | 12 |
| 2     | Italia        | 2 | 1 | 3 | 2       | 6  |
| 3     | Portugalia    | 2 | 1 | - | 2       | 3  |
| 4     | Rusia         | 1 | 6 | 3 | -       | 10 |
| 5     | Ucraina       | – | 2 | – | 2       | 2  |
| 6     | Cehia         | – | - | 1 | 1       | 1  |
| 7     | Kazahstan     | – | - | 1 | 1       | 1  |
| 8     | Belgia        | – | - | 1 | -       | 1  |
| 9     | Azerbaidjan   | – | - |   | 1       | -  |
| 10    | Croația       | – | – | - | 1       | -  |
| 11    | Țările de Jos | – | – | - | 1       | -  |
| 12    | Serbia        | – | – | - | 1       | -  |

## Vezi și
- Campionatul Mondial de Futsal